# Microphysogobio chinssuensis
Microphysogobio chinssuensis är en fiskart som först beskrevs av Nichols 1926.  Microphysogobio chinssuensis ingår i släktet Microphysogobio och familjen karpfiskar. IUCN kategoriserar arten globalt som livskraftig. Inga underarter finns listade i Catalogue of Life.